# 松田政男
松田 政男（まつだ まさお、1933年1月14日 - 2020年3月17日）は、日本の政治運動家、映画評論家。

## 略歴
台北生まれ。東京都立北園高等学校在学中の1950年に日本共産党に入党し、軍事方針をとる所感派に属しながら、武装組織である山村工作隊等で活動し、同校卒業後、職業革命家となるも、1954年の第二次総点検運動により党活動停止処分を受ける。
その後、共産党神山派で活動するが、ハンガリー動乱を巡る神山派分裂後は、トロツキズムからアナキズムに接近。60年安保の後は未來社で編集者として勤めつつ、チェ・ゲバラやフランツ・ファノンの第三世界革命論を導入しながら、直接行動の原理を模索した。
1962年に、山口健二、川仁宏らと自立学校を企画し、谷川雁、吉本隆明、埴谷雄高、黒田寛一、栗田勇、森秀人らを講師とした。
1965年、山口健二と東京行動戦線を結成。東京行動戦線はベトナム義勇軍としてベトナム渡航を企てるなどした。その後もその後身であるベトナム反戦直接行動委員会に参加するが、そのかどで東京行動戦線の母体であった現代思潮社を解雇される。1967年、レボルト社に参加。
1968年、渡邊祐介監督の映画『日本ゲリラ時代』を“ハレンチな空景の中に日本ゲリラの状況を創出するどころか、大島渚の『帰って来たヨッパライ』（1968年3月公開）の猿まねであり、ゲバラを戯画化して、日本、朝鮮、中国の人民を侮蔑しつくした”として、日本読書新聞上にて批判。脚本を担当した森﨑東は『映画芸術』1968年10月号にて反論した。
1969年には『テロルの回路』三一書房などの戦術思想論集を発表し、日本読書新聞等への盛んな執筆活動も含めて、68年のアクティビストたちに影響を与える。明大紛争に助っ人として参加したことから重信房子らと出会い、のちに重信らと若松孝二や足立正生、佐々木守らとの橋渡し役となる。
1970年、第二次『映画批評』を創刊し、映画評論家としても発言。夕刊紙日刊ゲンダイを始め、多くの商業誌等にて映画批評を担当した。風景論の中心的論客としても知られる。
1974年9月、映画『赤軍－PFLP・世界戦争宣言』の上映運動等のためにフランスに長期滞在中、その約一ヶ月前にオルリー空港で偽造旅券4通と偽ドル所持のためにフランス警察に逮捕された山田義昭の自供に絡んで、日本赤軍が計画していた誘拐事件との関連を疑われ、国外追放となる。その後は日本赤軍、東アジア反日武装戦線の救援活動にも関わっている。
2020年3月17日午後8時15分、肺炎のため埼玉県戸田市の病院で死去、87歳。

## 映画作品
- 毛の生えた拳銃（1968年） - 出演
- 絞死刑 (1968年、創造社=ATG) - 出演 (検察事務官役)
- 赤軍－PFLP・世界戦争宣言 (1971年、若松プロ) - 出演
- 略称・連続射殺魔 (1975年) - 製作
- ヒポクラテスたち (1980年、シネマハウト=ATG) - 出演 (卒業写真の教授たち)
- ねらわれた学園（1981年、角川映画）- 出演（城南高校剣道部部長先生役）
- 蠢動 (1982年、BJcc) - 出演（松宮十三役）

## 著書

### 単著
- 『テロルの回路』（三一書房、1969年）
- 『薔薇と無名者 松田政男映画論集』（芳賀書店、1970年）
- 『風景の死滅』（旧版：田畑書店、1971年、増補新版：航思社、2013年）
- 『不可能性のメディア』（田畑書店、1973年）
- 『日付のある映画論 松田政男のシネ・ダイアリー』（ブロンズ社、1979年）

### 共編著
- 『映画はアクチュアル』（川本三郎との共著、現代書館、1986年）
- 『群論ゆきゆきて、神軍』（高橋武智との共編、倒語社、1988年）
- 『トロツキー入門』（対馬忠行との共著、こぶし書房、2007年）